# Dote de Maria
Dote de Maria (ou, entre outras variações, Dote da Virgem ou Dote de Nossa Senhora) é um título usado num contexto católico para se referir à Inglaterra. Remonta à época medieval e difundiu-se em meados do século XIV. Reflecte a profunda devoção a Santa Maria que existia na Inglaterra medieval, bem como a crença de que ela seria uma particular intercessora pela protecção dos assuntos do país.